# Flocon d'avoine
 (mars 2016).
Si vous disposez d'ouvrages ou d'articles de référence ou si vous connaissez des sites web de qualité traitant du thème abordé ici, merci de compléter l'article en donnant les références utiles à sa vérifiabilité et en les liant à la section « Notes et références ».

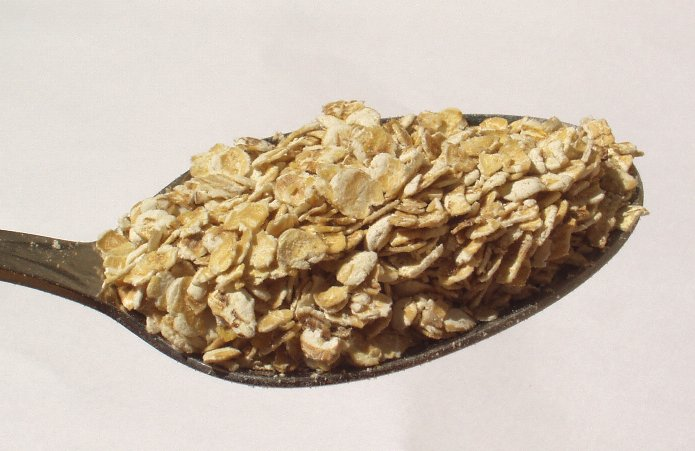
Cuillère remplie de flocons d'avoine.

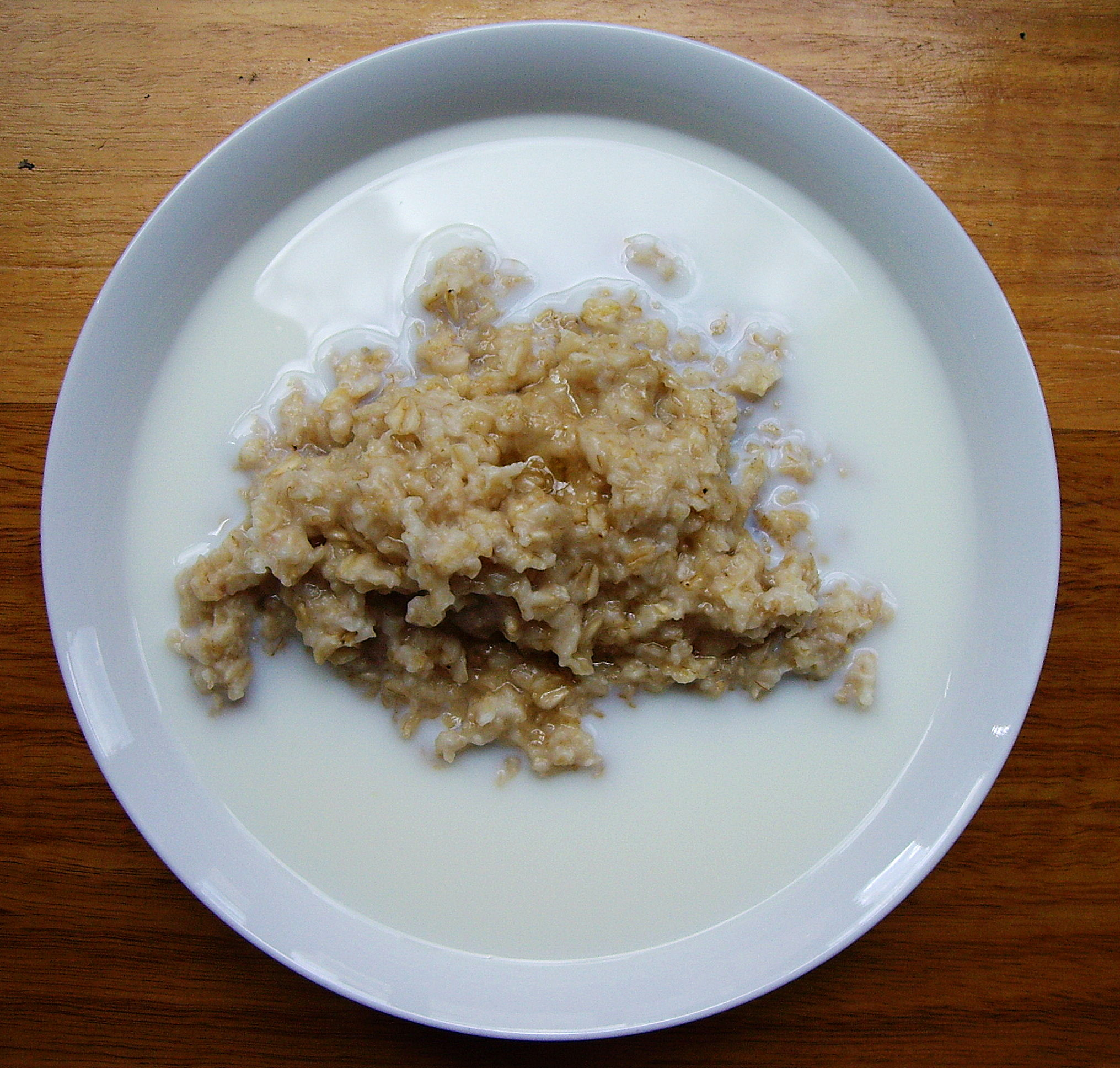
Porridge dans du lait.

Le flocon d'avoine est une denrée alimentaire céréalière créée par la transformation d'une graine d'avoine par un procédé de traitement des gruaux à basse température. Ces flocons sont consommés principalement dans les pays de culture anglo-saxonne, au Royaume-Uni, notamment sous forme de porridge, aux États-Unis, ainsi qu'en Alsace, en Lorraine et dans les pays de culture germanique et nordique où on le consomme agrémenté de lait, de graines, de fruits secs, sous forme de musli. Au Canada, les flocons d'avoine sont connus sous le nom de gruau. Ils étaient autrefois réservés à l'alimentation des chevaux.

## Histoire
D'après les études archéologiques l'origine de l'avoine remonte à 2000 ans avant J.-C.  
Les Romains et les Grecs considéraient l'avoine comme une mauvaise herbe, plus adaptée à l'alimentation animale. Avant d'être utilisée en cuisine, l'avoine était considérée comme une plante médicinale.
C'est en Écosse, en Allemagne, en Irlande et en Scandinavie que le flocon d'avoine a connu sa popularité, c'est ensuite que la consommation de porridge a explosé dans ces pays. Les ménages écossais avaient même des «tiroirs à porridge» où le porridge non consommé était stocké et consommé comme des barres de céréales. Les écossais ont finalement apporté de l'avoine en Amérique du Nord au 17e siècle.
En 1877, Quaker Oats est devenu la première marque déposée de cette céréale pour petit déjeuner. De là, le flocon d'avoine est devenu la première céréale consommée au petit déjeuner. 

## Culture de l'avoine
L'avoine est une plante annuelle, son cycle de vie complet est d'une année, elle est semée au début du printemps et a besoin d'un sol humide pour germer au bout de 7 à 20 jours.
La récolte se fait en coupant la plante à 10 centimètres au-dessus du sol, elle sera ensuite séchée puis enroulée.

## Variétés de flocon d’avoine
Il existe trois variétés de flocon d'avoine : 
1. Flocon d'avoine instantané : c'est la variété d'avoine qui cuit le plus vite. Cette variété de flocon d'avoine a été précuite à la vapeur et coupée en petits morceaux. Ils produiront souvent une texture moelleuse et un arôme doux.
2. Flocon d'avoine irlandais : cette variété est produite simplement en concassant les graines d'avoine en plusieurs morceaux, à l'aide d'un broyeur à lame d'acier, elle ressemble à des graines de riz, et a une cuisson plus lente et une texture caoutchouteuse.
3. Flocon d'avoine roulé : la graine d'avoine est cuite à la vapeur et aplatie. elle est souvent appelée avoine à l’ancienne. Elle est grande, ronde et plate. L’avoine roulée est souvent utilisée dans les produits de boulangerie et le porridge.

## Valeurs nutritionnelles du flocon d'avoine
Le flocon d'avoine contient 350 kilocalories par portion de 100 grammes.
Valeurs nutritionnelles, par 100 grammes de flocon d'avoine.
- Total des graisses : 6,9 g
- Sodium : 49 mg (traces)
- Graisses saturées : 0,6 g
- Graisses trans : 0 g
- Potassium : 61 mg
- Total glucides : 56 g
- Fibre alimentaire : 11 g
- Sucre : 1,2 g
- Protéines : 14 g

En ce qui concerne la valeur quotidienne des vitamines et des minéraux, le flocon d'avoine contient :
- Vitamine A : 8 %
- Vitamine C : 0 %
- Calcium : 8 %
- Fer : 33 %
- Vitamine D : 0 %
- Vitamine B-6 : 15 %
- Vitamine B-12 : 0 %
- Magnésium : 6 %

## Intérêts et bienfaits du flocon d’avoine sur la santé
Les flocons d'avoine sont d'excellentes sources de fibres, de fer et de vitamine B1 (thiamine).
- Une consommation d’avoine apportant de 3 g/j de β-glucane pourrait contribuer à diminuer le taux de LDL cholestérol[3].
- Potentiel effet positif dans la constipation chronique[4].
- Pourrait avoir un effet bénéfique dans la prévention du diabète de type 2 et des maladies cardiovasculaires[5].
- Riche en protéines, les flocons d'avoine contiennent 14g de protéines pour 100g.
- Pourrait aider dans l'anémie par carence martiale du fait de la teneur en fer de l'avoine.
- La richesse en fibre des flocons d'avoine pourrait lui donner un effet satiétogène et ainsi limiter la prise alimentaire.
- La consommation de flocons d'avoine, de par leur teneur en fibres, pourrait diminuer le risque de cancer colorectal[6].